# أليس لويز دافيسون
أليس لويز دافيسون (بالإنجليزية: Alice Louise Davison)‏ هي لغوية أمريكية، ولدت في 1940، وتوفيت في 2017.